# BMW Malaysian Open 2014 - Qualificazioni singolare
Le qualificazioni del singolare  del BMW Malaysian Open 2014 sono state un torneo di tennis preliminare per accedere alla fase finale della manifestazione. I vincitori dell'ultimo turno sono entrati di diritto nel tabellone principale. In caso di ritiro di uno o più giocatori aventi diritto a questi sono subentrati i lucky loser, ossia i giocatori che hanno perso nell'ultimo turno ma che avevano una classifica più alta rispetto agli altri partecipanti che avevano comunque perso nel turno finale.

## Giocatrici

### Teste di serie
1. Eri Hozumi (qualificata)
2. Erika Sema (ultimo turno)
3. Duan Yingying (qualificata)
4. Ljudmyla Kičenok (qualificata)
5. Pemra Özgen (qualificata)
6. Ana Vrljić (qualificata)

1. Yurika Sema (primo turno)
2. Samantha Murray (primo turno)
3. Wang Qiang (ultimo turno)
4. Giulia Gatto-Monticone (qualificata)
5. Arina Rodionova (ultimo turno)
6. Miharu Imanishi (ultimo turno)

### Qualificate
1. Eri Hozumi
2. Giulia Gatto-Monticone
3. Duan Yingying

1. Ljudmyla Kičenok
2. Pemra Özgen
3. Ana Vrljić

## Tabellone qualificazioni

### 1ª sezione
|  | Primo turno | Primo turno     | Primo turno   | Primo turno | Primo turno |  |  | Ultimo turno | Ultimo turno  | Ultimo turno | Ultimo turno | Ultimo turno |  |
|  |             |                 |               |             |             |  |  |              |               |              |              |              |  |
|  | 1           | Eri Hozumi      | Eri Hozumi    | 6           | 6           |  |  |              |               |              |              |              |  |
|  |             | Chan Chin-wei   | Chan Chin-wei | 3           | 1           |  |  | 1            | Eri Hozumi    | 6            | 1            | 7            |  |
|  |             | Rika Fujiwara   | 6             | 3           | 7           |  |  |              | Rika Fujiwara | 1            | 6            | 5            |  |
|  | 8           | Samantha Murray | 4             | 6           | 5           |  |  |              |               |              |              |              |  |

### 2ª sezione
|  | Primo turno | Primo turno            | Primo turno            | Primo turno | Primo turno |  |  | Ultimo turno | Ultimo turno           | Ultimo turno | Ultimo turno | Ultimo turno |  |
|  |             |                        |                        |             |             |  |  |              |                        |              |              |              |  |
|  | 2           | Erika Sema             | Erika Sema             | 6           | 6           |  |  |              |                        |              |              |              |  |
|  | WC          | Chan Hao-Ching         | Chan Hao-Ching         | 1           | 3           |  |  | 2            | Erika Sema             | 3            | 6            | 3            |  |
|  |             | Xu Yifan               | Xu Yifan               | 4           | 3           |  |  | 10           | Giulia Gatto-Monticone | 6            | 2            | 6            |  |
|  | 10          | Giulia Gatto-Monticone | Giulia Gatto-Monticone | 6           | 6           |  |  |              |                        |              |              |              |  |

### 3ª sezione
|  | Primo turno | Primo turno            | Primo turno        | Primo turno | Primo turno |  |  | Ultimo turno | Ultimo turno    | Ultimo turno    | Ultimo turno | Ultimo turno |  |
|  |             |                        |                    |             |             |  |  |              |                 |                 |              |              |  |
|  | 3           | Duan Yingying          | Duan Yingying      | 6           | 6           |  |  |              |                 |                 |              |              |  |
|  |             | Peangtarn Plipuech     | Peangtarn Plipuech | 1           | 3           |  |  | 3            | Duan Yingying   | Duan Yingying   | 6            | 6            |  |
|  |             | Nicha Lertpitaksinchai | 2                  | 6           | 1           |  |  | 12           | Miharu Imanishi | Miharu Imanishi | 0            | 1            |  |
|  | 12          | Miharu Imanishi        | 6                  | 4           | 6           |  |  |              |                 |                 |              |              |  |

### 4ª sezione
|  | Primo turno | Primo turno      | Primo turno      | Primo turno | Primo turno |  |  | Ultimo turno | Ultimo turno     | Ultimo turno     | Ultimo turno | Ultimo turno |  |
|  |             |                  |                  |             |             |  |  |              |                  |                  |              |              |  |
|  | 4           | Ljudmyla Kičenok | Ljudmyla Kičenok | 6           | 7           |  |  |              |                  |                  |              |              |  |
|  |             | Liu Fangzhou     | Liu Fangzhou     | 2           | 5           |  |  | 4            | Ljudmyla Kičenok | Ljudmyla Kičenok | 6            | 6            |  |
|  |             | Yang Zi          | Yang Zi          | 3           | 4           |  |  | 9            | Wang Qiang       | Wang Qiang       | 2            | 2            |  |
|  | 9           | Wang Qiang       | Wang Qiang       | 6           | 6           |  |  |              |                  |                  |              |              |  |

### 5ª sezione
|  | Primo turno | Primo turno    | Primo turno    | Primo turno | Primo turno |  |  | Ultimo turno | Ultimo turno  | Ultimo turno | Ultimo turno | Ultimo turno |  |
|  |             |                |                |             |             |  |  |              |               |              |              |              |  |
|  | 5           | Pemra Özgen    | Pemra Özgen    | 6           | 6           |  |  |              |               |              |              |              |  |
|  | WC          | Hsieh Shu-ying | Hsieh Shu-ying | 0           | 2           |  |  | 5            | Pemra Özgen   | 6            | 7            |              |  |
|  | WC          | Miki Miyamura  | 6              | 3           | 6           |  |  | WC           | Miki Miyamura | 0            | 5            |              |  |
|  | 7           | Yurika Sema    | 3              | 6           | 3           |  |  |              |               |              |              |              |  |

### 6ª sezione
|  | Primo turno | Primo turno      | Primo turno      | Primo turno | Primo turno |  |  | Ultimo turno | Ultimo turno    | Ultimo turno | Ultimo turno | Ultimo turno |  |
|  |             |                  |                  |             |             |  |  |              |                 |              |              |              |  |
|  | 6           | Ana Vrljić       | Ana Vrljić       | 7           | 6           |  |  |              |                 |              |              |              |  |
|  |             | Sandra Zaniewska | Sandra Zaniewska | 5           | 4           |  |  | 6            | Ana Vrljić      | 6            | 6            | 6            |  |
|  |             | Alyssa Boey      | Alyssa Boey      | 1           | 1           |  |  | 11           | Arina Rodionova | 3            | 7            | 0            |  |
|  | 11          | Arina Rodionova  | Arina Rodionova  | 6           | 6           |  |  |              |                 |              |              |              |  |